# Tengrisaurus starkovi
Tengrisaurus starkovi es la única especie conocida del género extinto Tengrisaurus de dinosaurio saurópodo litostrotiano, que vivió a mediados del período Cretácico, entre 127 a 119 millones de años, desde el Barremiense al Aptiense, en lo que es hoy Asia.

## Descripción
Dado el tamaño de las vértebras, Tengrisaurus no podría haber sido un saurópodo muy grande. En comunicados de prensa, la longitud del cuerpo se estimó entre 10 a 12 metros, esto indica un peso de cinco a diez toneladas. Los descriptores pudieron identificar varias características distintivas. Es una combinación única de propiedades en sí no únicas. Las vértebras sacras anteriores tienen procesos articulares anteriores orientados anteriormente orientados horizontalmente. En las bases de los procesos articulares anteriores brotan preepipófisis que se extienden anteriormente más allá de las facetas articulares. Las vértebras sacras anteriores tienen una cresta que se extiende entre los procesos articulares anteriores que se divide en dos. En las vértebras medias de la cola, las apófisis articulares posteriores sobresalen muy por detrás del borde anterior de los cuerpos vertebrales posteriores. Las apófisis espinosas de las vértebras anteriores y medias de la cola sobresalen oblicuamente hacia atrás o se encuentran en posición horizontal. El hueso de las vértebras de la cola es masivo. En 2021, se identificó una autapomorfía , un rasgo derivado único. En las vértebras anteriores de la cola, una cresta alta, en forma de placa triangular que sobresale hacia abajo, separa la joroba posterior del resto del cuerpo vertebral.

## Descubrimiento e investigación
Fue descrito por Averianov y Skutschas en el 2017 con base a solo tres vértebras caudales, colectadas de la Formación Murtoi. En 1960, Georgi Dmitriev informó del descubrimiento de una vértebra procoelica de saurópodo cerca de Murtoy, en la orilla occidental del lago Gusinoye, en Buriatia, en la Siberia Rusa. En 1963 desenterró una costilla y un omóplato. En 1992 , Alexei Starkov informó del descubrimiento de otra vértebra y más osteodermos. En 1998 , Pavel Skoetsjas encontró otra vértebra de saurópodo en el mismo sitio. En 1999, con la ayuda de G. I. Sazonov, excavó una cuarta vértebra de saurópodo en el mismo lugar. En 2003 se describieron e identificaron las dos últimas vértebras como Titanosauridae indeterminado. El conocimiento sobre este último grupo se consideró insuficiente para determinar relaciones precisas. En la prensa, el hallazgo recibió el nombre informal de "Sibirosaurus" y se exageraron mucho las dimensiones sospechosas del animal. Entre 2003 y 2015, nuevos hallazgos en América del Sur aumentaron considerablemente el conocimiento sobre los titanosaurianos, por lo que finalmente fue posible concluir por las características de las vértebras que se trataba de una especie aún desconocida. En 2017, la especie tipo Tengrisaurus starkovi fue nombrada y descrita por Aleksandr Averyanov y Skoetsjas. El nombre del género se deriva de Tengri, el principal dios de los mongoles, el nombre de la especie honra a Starkov. Fue el primer dinosaurio en ser nombrado del Transbaikalia y el primer saurópodo de Rusia.
El holotipo, ZIN PH 7/13, se ha encontrado en una capa de la Formación Murtoj que data del Barremiense al Aptiense, aproximadamente 125 millones de años. Consiste en una vértebra anterior de la cola que no puede ser la primera o la segunda vértebra. Se trata de la vértebra recuperada por Skutskjas en 1998. Se asignaron otras dos vértebras, ZIN PH 14/13, otra vértebra anterior de la cola fue recuperada en 1999 y ZIN PH 8/13, una vértebra de la cola media, la que descubrió Starkov. Las vértebras se encontraron hasta seis metros de distancia. No se puede probar que pertenecen al mismo individuo, pero eso se consideró probable. Se asumió que todas las vértebras pertenecen al mismo taxón.
Se informaron nuevos hallazgos en 2021, incluida otra vértebra anterior de la cola por Averianov, Sizov y Skutschas.

## Clasificación
Averianov y Efimov en 2019 recuperaron a Tengrisaurus como un titanosaurio litostrotiano. Descubrieron que Lithostrotia se divide en dos linajes principales, uno que contiene Saltasauridae, el otro que contiene Lognkosauria, con Tengrisaurus perteneciente al primero. En ese último clado, la posición se infiere más bien, por encima de Rapetosaurus y por debajo de Trigonosaurus en el árbol genealógico. Combinado con la alta edad de la especie, esto podría indicar un origen de los titanosáuridos en Asia, según los autores.

### Filogenia
El siguiente cladograma sigue su análisis.

|  | Aeolosaurus                                                 |
|  |                                                             |
|  | Nemegtosaurus                                               |
|  |                                                             |
|  | Rapetosaurus                                                |
|  |                                                             |
|  | Tapuiasaurus                                                |
|  |                                                             |
|  | Tengrisaurus                                                |
|  |                                                             |
|  | \| \| Isisaurus \| \| \| \| \| \| Saltasauridae \| \| \| \| |
|  |                                                             |
|  | Isisaurus                                                   |
|  |                                                             |
|  | Saltasauridae                                               |
|  |                                                             |

|  | Isisaurus     |
|  |               |
|  | Saltasauridae |
|  |               |

|  | Epachthosaurus                                                                                |
|  |                                                                                               |
|  | \| \| Muyelensaurus \| \| \| \| \| \| Rinconsaurus \| \| \| \| \| \| Lognkosauria \| \| \| \| |
|  |                                                                                               |
|  | Muyelensaurus                                                                                 |
|  |                                                                                               |
|  | Rinconsaurus                                                                                  |
|  |                                                                                               |
|  | Lognkosauria                                                                                  |
|  |                                                                                               |

|  | Muyelensaurus |
|  |               |
|  | Rinconsaurus  |
|  |               |
|  | Lognkosauria  |
|  |               |

|  | Epachthosaurus                                                                                |
|  |                                                                                               |
|  | \| \| Muyelensaurus \| \| \| \| \| \| Rinconsaurus \| \| \| \| \| \| Lognkosauria \| \| \| \| |
|  |                                                                                               |
|  | Muyelensaurus                                                                                 |
|  |                                                                                               |
|  | Rinconsaurus                                                                                  |
|  |                                                                                               |
|  | Lognkosauria                                                                                  |
|  |                                                                                               |

|  | Muyelensaurus |
|  |               |
|  | Rinconsaurus  |
|  |               |
|  | Lognkosauria  |
|  |               |

|  | Aeolosaurus                                                 |
|  |                                                             |
|  | Nemegtosaurus                                               |
|  |                                                             |
|  | Rapetosaurus                                                |
|  |                                                             |
|  | Tapuiasaurus                                                |
|  |                                                             |
|  | Tengrisaurus                                                |
|  |                                                             |
|  | \| \| Isisaurus \| \| \| \| \| \| Saltasauridae \| \| \| \| |
|  |                                                             |
|  | Isisaurus                                                   |
|  |                                                             |
|  | Saltasauridae                                               |
|  |                                                             |

|  | Isisaurus     |
|  |               |
|  | Saltasauridae |
|  |               |

|  | Epachthosaurus                                                                                |
|  |                                                                                               |
|  | \| \| Muyelensaurus \| \| \| \| \| \| Rinconsaurus \| \| \| \| \| \| Lognkosauria \| \| \| \| |
|  |                                                                                               |
|  | Muyelensaurus                                                                                 |
|  |                                                                                               |
|  | Rinconsaurus                                                                                  |
|  |                                                                                               |
|  | Lognkosauria                                                                                  |
|  |                                                                                               |

|  | Muyelensaurus |
|  |               |
|  | Rinconsaurus  |
|  |               |
|  | Lognkosauria  |
|  |               |

|  | Epachthosaurus                                                                                |
|  |                                                                                               |
|  | \| \| Muyelensaurus \| \| \| \| \| \| Rinconsaurus \| \| \| \| \| \| Lognkosauria \| \| \| \| |
|  |                                                                                               |
|  | Muyelensaurus                                                                                 |
|  |                                                                                               |
|  | Rinconsaurus                                                                                  |
|  |                                                                                               |
|  | Lognkosauria                                                                                  |
|  |                                                                                               |

|  | Muyelensaurus |
|  |               |
|  | Rinconsaurus  |
|  |               |
|  | Lognkosauria  |
|  |               |

|  | Aeolosaurus                                                 |
|  |                                                             |
|  | Nemegtosaurus                                               |
|  |                                                             |
|  | Rapetosaurus                                                |
|  |                                                             |
|  | Tapuiasaurus                                                |
|  |                                                             |
|  | Tengrisaurus                                                |
|  |                                                             |
|  | \| \| Isisaurus \| \| \| \| \| \| Saltasauridae \| \| \| \| |
|  |                                                             |
|  | Isisaurus                                                   |
|  |                                                             |
|  | Saltasauridae                                               |
|  |                                                             |

|  | Isisaurus     |
|  |               |
|  | Saltasauridae |
|  |               |

|  | Epachthosaurus                                                                                |
|  |                                                                                               |
|  | \| \| Muyelensaurus \| \| \| \| \| \| Rinconsaurus \| \| \| \| \| \| Lognkosauria \| \| \| \| |
|  |                                                                                               |
|  | Muyelensaurus                                                                                 |
|  |                                                                                               |
|  | Rinconsaurus                                                                                  |
|  |                                                                                               |
|  | Lognkosauria                                                                                  |
|  |                                                                                               |

|  | Muyelensaurus |
|  |               |
|  | Rinconsaurus  |
|  |               |
|  | Lognkosauria  |
|  |               |

|  | Epachthosaurus                                                                                |
|  |                                                                                               |
|  | \| \| Muyelensaurus \| \| \| \| \| \| Rinconsaurus \| \| \| \| \| \| Lognkosauria \| \| \| \| |
|  |                                                                                               |
|  | Muyelensaurus                                                                                 |
|  |                                                                                               |
|  | Rinconsaurus                                                                                  |
|  |                                                                                               |
|  | Lognkosauria                                                                                  |
|  |                                                                                               |

|  | Muyelensaurus |
|  |               |
|  | Rinconsaurus  |
|  |               |
|  | Lognkosauria  |
|  |               |

|  | Aeolosaurus                                                 |
|  |                                                             |
|  | Nemegtosaurus                                               |
|  |                                                             |
|  | Rapetosaurus                                                |
|  |                                                             |
|  | Tapuiasaurus                                                |
|  |                                                             |
|  | Tengrisaurus                                                |
|  |                                                             |
|  | \| \| Isisaurus \| \| \| \| \| \| Saltasauridae \| \| \| \| |
|  |                                                             |
|  | Isisaurus                                                   |
|  |                                                             |
|  | Saltasauridae                                               |
|  |                                                             |

|  | Isisaurus     |
|  |               |
|  | Saltasauridae |
|  |               |

|  | Epachthosaurus                                                                                |
|  |                                                                                               |
|  | \| \| Muyelensaurus \| \| \| \| \| \| Rinconsaurus \| \| \| \| \| \| Lognkosauria \| \| \| \| |
|  |                                                                                               |
|  | Muyelensaurus                                                                                 |
|  |                                                                                               |
|  | Rinconsaurus                                                                                  |
|  |                                                                                               |
|  | Lognkosauria                                                                                  |
|  |                                                                                               |

|  | Muyelensaurus |
|  |               |
|  | Rinconsaurus  |
|  |               |
|  | Lognkosauria  |
|  |               |

|  | Epachthosaurus                                                                                |
|  |                                                                                               |
|  | \| \| Muyelensaurus \| \| \| \| \| \| Rinconsaurus \| \| \| \| \| \| Lognkosauria \| \| \| \| |
|  |                                                                                               |
|  | Muyelensaurus                                                                                 |
|  |                                                                                               |
|  | Rinconsaurus                                                                                  |
|  |                                                                                               |
|  | Lognkosauria                                                                                  |
|  |                                                                                               |

|  | Muyelensaurus |
|  |               |
|  | Rinconsaurus  |
|  |               |
|  | Lognkosauria  |
|  |               |